# Astra-Gnome Concept
Pour les articles homonymes, voir Astra, Gnome (homonymie) et Concept.
L'Astra-Gnome Concept « Time and Space Car » est un concept car de véhicule GT spacio-temporel rétrofuturiste de science-fiction, du constructeur automobile American Motors Corporation (AMC), présenté au salon de l'automobile de New York 1956.

## Histoire
Ce concept car est créé en 1956 par le designer américain Richard Arbib (en), pour la marque automobile American Motors Corporation (AMC), sous la forme d'une voiture de sport GT du futur, pour présenter sa vision des futures véhicules capables de voyager dans le temps et dans l'espace des XXIe siècle et IIIe millénaire,.

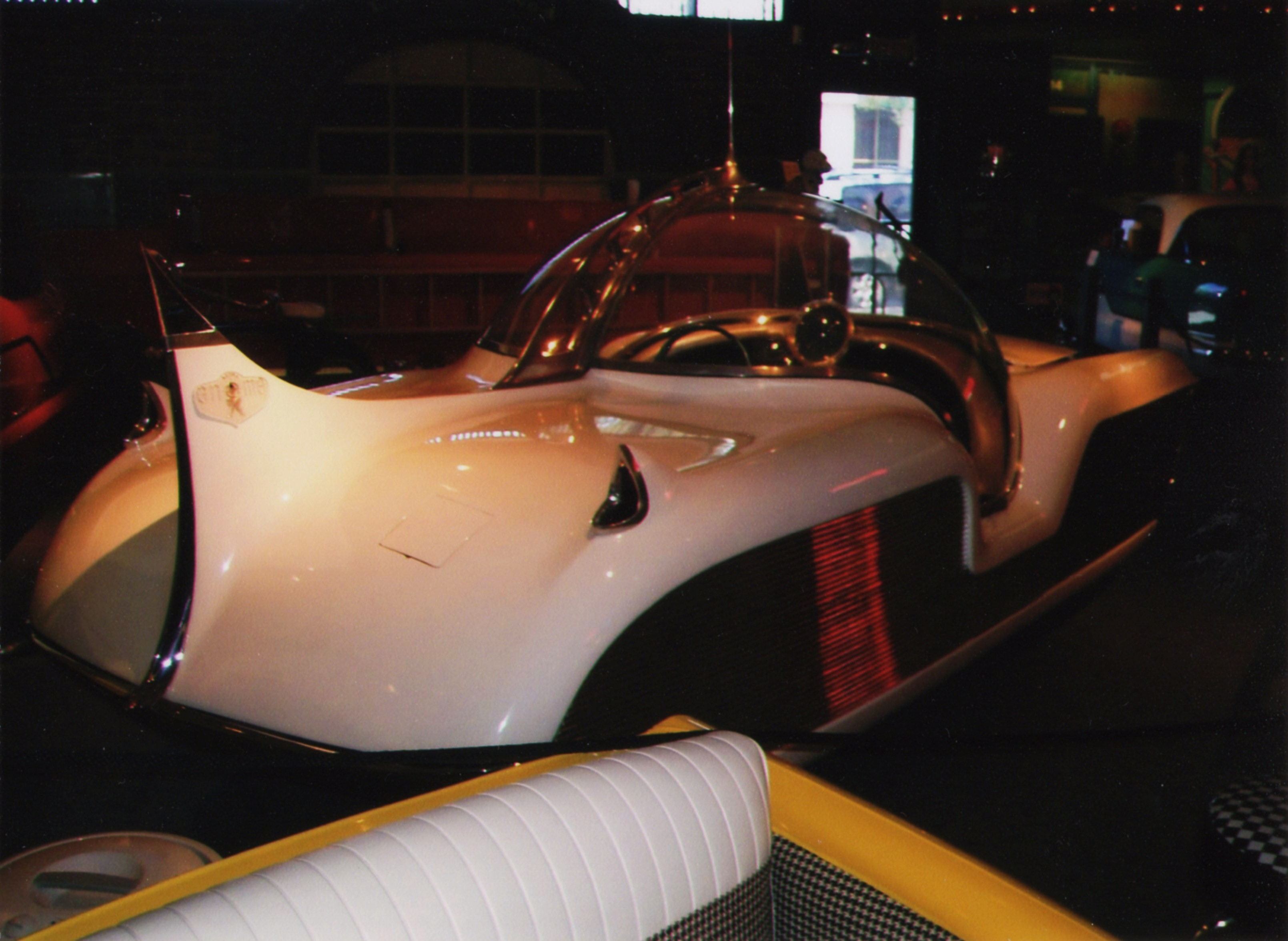

Conçue sur une base de châssis-moteur de Nash Metropolitan (en) de 1953, elle reprend des éléments de style de nombreuses voitures à turbine de l'ère spatiale et de l'Âge atomique (design) en vogue des années 1950, avec une carrosserie inspirée de vaisseau spatial de science-fiction des années 1950, des roues dissimulées donnant un effet de voiture volante, des ailerons arrières inspirés de l’aéronautique, et un poste de pilotage-cockpit d'avion-soucoupe volante en dôme panoramique en plexiglass.
Le tableau de bord futuriste est équipé d'une grosse montre électrique Hamilton « Célestial Time Zone Clock MX-1 » (horloge à fuseau horaire céleste) qui suggère les futures possibilités hypothétiques de navigation « spacio-temporelle » de ce véhicule dans l'espace et dans le temps.

## Voiture de collection
Oublié dans un garage new-yorkais pendant plusieurs décennies, l’Astra-Gnome est entièrement restaurée dans les années 1980, pour être exposée au Petersen Automotive Museum de Los Angeles en Californie.